# سونیا سانچز
سونیا سانچز (انگلیسی: Sonia Sanchez؛ زادهٔ ۹ سپتامبر ۱۹۳۴) شاعر آمریکایی آفریقایی تبار است. از او چندین کتاب شعر، نمایشنامه و کتاب کودک منتشر شده است.

## زندگی
سونیا سانچز در ۹ سپتامبر ۱۹۳۴ در شهر برمینگم بزرگترین شهر ایالت آلاباما به دنیا آمد. تنها ۱ سال داشت که مادرش را از دست داد و به ناچار او را نزد مادربزرگ پدری فرستادند. در سال ۱۹۴۳ به هارلم نیویورک و نزد پدرش که با همسر سومش زندگی می‌کرد رفت. سونیا در سال ۱۹۵۵ در رشته علوم سیاسی از کالج هانتر فارغ‌التحصیل شد. بعدها تحصیلات تکمیلی خود را در دانشگاه نیویورک به انجام رساند.
سانچز در ۸ دانشگاه گوناگون به تدریس پرداخته و اولین فردی است که درسی با عنوان زنان سیاه و ادبیات را تعریف و تدریس کرد. سانچز در جنبش آمریکایی‌های آفریقایی تبار و جنبش هنر سیاه نقش مؤثری ایفا کرد. سونیا سانچز روش جدیدی در موسیقی شعر ابداع کرد (مانند موسیقی بلوز) و قالب‌هایی چون هایکو و تانکا را نیز آزمود.

### شعر
- بازگشت به خانه (۱۹۶۹)
- ما مردمان بد (۱۹۷۳)
- شعرهای عاشقانه (۱۹۷۳)
- بلوز پاییزی
- روز تازه‌ای است (۱۹۷۱)
- زیر آسمان سوپرانو (۱۹۸۷)
- زخمی در خانه دوست (۱۹۹۵)
- هایکوی صبحگاهی (۲۰۱۰)

### نمایشنامه
- گربه‌های سیاه و فرودهای مضطرب
- بعدی برانکس است (۱۹۷۰)
- آها، اما چطور آزادمان می‌کند؟ (۱۹۷۵)
- مالکولم، اینجا زندگی نکن دیگر (۱۹۷۹)

### کتاب کودک
- روز تازه‌ای است (۱۹۷۱)
- یک سرمایه‌گذاری صوتی